# Planetario Chile
El Planetario Chile, también conocido como Planetario de la Universidad de Santiago de Chile o Planetario Usach, está ubicado en las dependencias de dicha universidad en la comuna de Estación Central, Santiago de Chile. Desde su inauguración en la década de 1980 se ha convertido en uno de los principales escenarios turísticos de Santiago. Es uno de los 50 centros audiovisuales de difusión astronómica más reputados en el mundo, y su cúpula de 20 metros de diámetro lo sitúan entre los planetarios de mayor tamaño.

## Historia y construcción
A finales de la década de 1960, durante el gobierno del Presidente Eduardo Frei Montalva, Chile recibió como donación un proyector estelar Carl Zeiss modelo VI, proveniente de la República Federal de Alemania, según fuentes oficiales, aunque se especula también un posible origen desde la República Democrática de Alemania, y por tanto de la Unión Soviética. Una vez recibida esta donación, a mitad de la década de 1970 este equipo es transferido desde el Ministerio de Educación a la Universidad Técnica del Estado, hoy Universidad de Santiago de Chile, para que fuese instalado en su campus. Su ubicación definitiva fue establecida en el año 1982, cuando el rector Jorge O’Ryan Balbontín resuelve la construcción de lo que hoy conocemos como el edificio Planetario Chile.
El edificio fue construido entre los años 1982 y 1984, y fue inaugurado oficialmente el día 14 de marzo de 1985, bajo la rectoría de Patricio Guada Tiffaine, abriendo sus puertas al público. El edificio fue diseñado por el arquitecto Óscar MacClure Álamo, y cuenta con una superficie de 4350 metros cuadrados. Se cree que el diseño de su domo estuvo inspirado en la pirámide maya de Chichén Itzá. En 1997 se reviste el domo en cobre electrodepositado, labor de renovación que fue llevado a cabo con el apoyo de Codelco.

## Datos técnicos

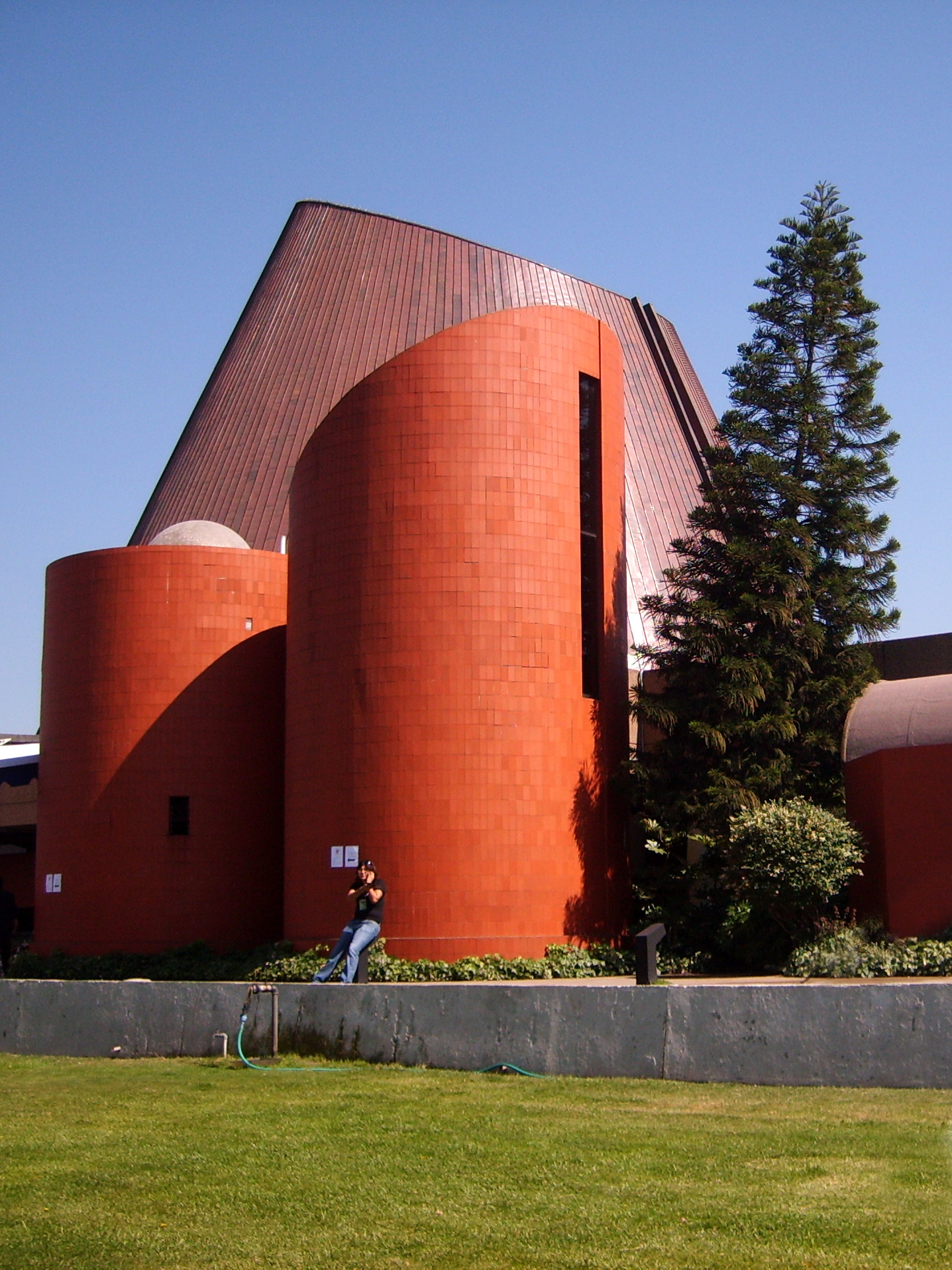
Vista de la cúpula del planetario.

El Planetario Zeiss, junto con el proyector estelar Carl Zeiss VI, que llegó a Chile directamente desde Alemania a inicios de los años 1970, sigue operativo en el domo del Planetario. Con 160 lentes y un peso de 2.500 kilos, reproduce más de cinco mil estrellas y constelaciones del hemisferio norte y sur. Destacaba en su origen porque era el único planetario en el mundo que operaba sobre una plataforma hidráulica multinivel, cualidades que hasta el día de hoy manifiestan su diseño original.
En el año 2013, Planetario Chile recibe una importante renovación tecnológica, al implementar el sistema de proyección fulldome, para entonces, más moderna de Latinoamérica, en combinar la proyección digital con un simulador análogo de estrellas.